# Central (métro de Sydney)
Pour les articles homonymes, voir Central.
Central est une station de métro à Sydney, en Australie. Située sur la seule ligne du métro de Sydney entre Gadigal et Waterloo, elle a été mise en service le 19 août 2024.